# Eugenio Jannelli
Eugenio Jannelli (Napoli, 4 marzo 1923 – Napoli, 6 dicembre 2005) è stato un politico e medico italiano.

## Biografia
Figlio del senatore Gabriele Jannelli. Medico ortopedico, già esponente del PCI. Dopo la svolta della Bolognina aderisce al PDS, con cui viene eletto deputato nel 1992. Viene confermato alla Camera anche dopo le elezioni del 1994 e poi a quelle del 1996. Conclude il proprio mandato parlamentare nel 2001.
Muore a 82 anni nel dicembre del 2005.